# Union des jeunesses communistes d'Espagne
Pour les articles homonymes, voir Union des jeunesses communistes.
L’Union des jeunesses communistes d’Espagne (UJCE, en espagnol Unión de Juventudes Comunistas de España) c'est une organisation politique de jeunesse de classe, marxiste-léniniste, qui lutte pour les intérêts de la classe ouvrière et de sa jeunesse, formée par les jeunes communistes en Espagne. C'est l'organisation de jeunesse du Parti Communiste d'Espagne, bien que depuis juin 2023, cette relation soit gelée en raison de tensions internes et d'une tentative d'intervention de la part du PCE envers la structure de l'UJCE.

## Histoire

### Premières années (1921 – 1930)
En novembre 1921, le Parti communiste espagnol et le Parti communiste ouvrier espagnol fusionnent pour créer le Parti communiste d’Espagne (PCE). 
 
Leurs organisations de jeunesses respectives (Federación de Juventudes Comunistas pour le Parti communiste espagnol/Unión Juvenil Comunista pour le PCOE) fusionnent à leur tour pour former l’Union des jeunesses communistes d’Espagne (UJCE).
Les jeunesses communistes se structurent progressivement. En 1922 l’UJCE se dote ainsi d’un journal intitulé El Joven Comunista (Le Jeune Communiste) et le 17 août 1923 l’organisation tient son premier congrès.
 
Durant ces premières années, l’activité principale de l’UJCE s’axe autour de l’opposition à la guerre au Maroc.
Le coup d’État de Primo de Rivera le 13 septembre 1923 marque un coup d’arrêt au développement de l’organisation. L’UJCE est, à l’instar du PCE, contrainte à la clandestinité. Son nombre de militants chute tandis que ses principaux cadres intègrent le Parti communiste.

### La Seconde République et la guerre civile (1931-1939)
La fin de la dictature de Primo de Rivera en 1930 et l’instauration de la République en 1931 permettent à l’UJCE de sortir de la clandestinité et d’entreprendre une dynamique de croissance lente mais constante. L’organisation reste cependant numériquement très faible.
En 1932 l’UJCE tient son second congrès à Bilbao. Trifón Medrano y élu secrétaire général. En 1933 l’UJCE se réorganise autour de cellules d’entreprises, de quartiers et de villes.
L’accession des nazis au pouvoir en Allemagne en 1933 renforce l’importance de la lutte antifasciste pour les organisations de gauche. L’UJCE commence alors à travailler étroitement avec les Jeunesses Socialistes d’Espagne (JSE), liées au PSOE. L’échec de la Révolution asturienne en 1934 accélère cette coopération entre jeunesses communistes et socialistes. Cette ligne unitaire est confortée par le VIIe Congrès de l’Internationale communiste et le VIe Congrès de l'Internationale des jeunes communistes qui appellent les communistes à former des alliances larges pour s’opposer à la montée du fascisme.
 
Après la constitution du Frente Popular le 15 janvier 1936, des délégations des jeunesses socialistes et des jeunesses communistes se rendent en février à Moscou pour discuter de l'unification des deux structures avec l’Internationale communiste des jeunes. 
 
Ce processus aboutit au mois de mars à la fusion de l’UJCE et des JSE au sein de la Jeunesse Socialiste Unifiée (JSU).

Santiago Carrillo, ancien dirigeant des JSE, devient le secrétaire général de la JSU. La JSU entend entretenir des relations fraternelles avec le PCE et le PSOE. Dans les faits, l’influence des communistes sera prépondérante au sein de cette nouvelle structure. 
 La JSU entend aussi préfigurer l’unification du PCE et du PSOE au sein d’une seule et même organisation, cet objectif ne sera atteint qu’en Catalogne avec la création du Parti Socialiste Unifié de Catalogne (PSUC).
Le 18 juillet 1936, l’échec du coup d’État militaire mené par Franco entraîne le début de la guerre civile. 
 
La JSU, forte de 250 000 membres au déclenchement de la guerre, devient rapidement la plus importante organisation de jeunesse dans le camp républicain. Elle participe activement à la guerre en créant ses propres bataillons qui s’illustrent notamment lors de la bataille pour la défense de Madrid (au cours de laquelle Trifón Medrano, ex-secrétaire générale de l’UJCE, trouve la mort).
 
La JSU plaide pour la mise en place d’une armée régulière (en remplacement des milices) et pour la coordination des différentes organisations de jeunesse. En ce sens est mis en place, en août 1937, l’Alliance des jeunes antifascistes (Alianza Juvenil Antifascista) qui rassemble la JSU, la Fédération ibérique des jeunesses libertaires et les organisations de jeunesses des différents partis républicains.
Si à la fin de la guerre la JSU peut se targuer d’un demi-million de membres, elle doit faire face à d’importantes tensions internes dues à l’influence croissante exercée par le PCE sur la structure.

### Sous la dictature franquiste (1939-1977)
Avec la défaite des forces républicaines, les militants de la JSU doivent faire face à la répression menée par le régime de Franco. Une partie décide de rester en Espagne pour participer à la guérilla anti-franquiste tandis qu’une autre partie fait le choix de l’exil.
En 1945 la JSU participe à la création de la Fédération mondiale de la jeunesse démocratique. Dans le même temps, les jeunes liés au PSOE organisent le 1er Congrès des JSE en exil. Cette reformation des JSE porte un coup à la visée unitaire de la JSU.
 
Durant les années 1950, la JSU finit par disparaître ; la majorité de ses membres rentrant dans le PCE tandis que les socialistes intègrent la JSE reconstituée.
Au VIe Congrès du PCE en 1960, la décision est prise, face au constat d’une montée de l’opposition anti-franquiste (grèves, début de la mise en place des Commissions ouvrières), de recréer une organisation de jeunesse communiste. Cette décision ce concrétise avec la reconstitution de l’UJCE en octobre 1961. Agustin Huerta Gomez en devient le secrétaire général.
Illégale en Espagne, l’UJCE tente d’impulser des « Commissions Ouvrières Jeunes », liées au mouvement des Commissions ouvrières. À partir de 1969, elle met en place des "Comandos Juveniles", définis comme des « groupes mobiles d’action de jeunes ouvriers et étudiants ».
Les 10 et 11 octobre 1976, l’UCJE tient sa IVe Conférence clandestinement à Barcelone. Alors forte de 20 000 membres, elle se donne pour objectif de devenir une « organisation de masse » et lance le slogan "Hacia la UJCE de los cien mil" (Vers l’UJCE des 100 000).

### Depuis la transition démocratique
Le 9 avril 1977, le PCE est légalisé en Espagne. L’UJCE peut alors sortir de la clandestinité.
L’organisation va bientôt se retrouver en crise. Alors qu’elle se fixait un objectif de 100 000 membres à la Conférence de 1976, l’UJCE ne rassemble que 40 000 membres lors de son Congrès de 1978. L’objectif de transformation en une organisation ouverte et de masse est un échec. De même, l’UJCE va rapidement se retrouver divisé entre les tenants d’une ligne eurocommuniste et les pro-soviétiques.
Le début des années quatre-vingt est marqué par la lutte contre l’entrée de l’Espagne dans l’OTAN et la mobilisation lors de la crise des euromissiles.
Le conflit entre eurocommunistes et pro-soviétiques se poursuit et une partie des militants pro-soviétiques finira par se tourner vers les Collectifs des jeunes communistes (CJC), organisation de jeunesse du PCPE.

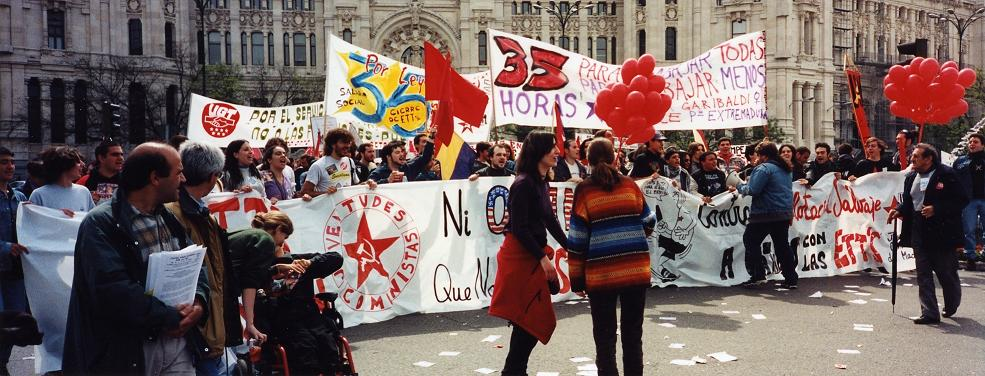
Cortège de l'UEJC le 1er mai 1999

Au cours du XIIIe Congrès du PCE, en décembre 1991, l’UJCE est reconnu comme indépendante et politiquement autonome vis-à-vis du PCE.
Malgré ces changements, l’UJCE connaîtra une érosion progressive de ses effectifs, à l’instar du PCE, jusqu'à son VIIIe Congrès (1999) qui semble marquer un arrêt de ce déclin.
Actuellement, l’UJCE concentre ses luttes sur le combat pour démocratie participative et de l’instauration d’une troisième République, sur la reconstruction de l'identité de classe ainsi que sur la reconnaissance du droit à l'autodétermination des peuples dans l’État espagnol.

### Autocritique, Convocation de Congrès Extraordinaire et Crise avec le PCE (2023)
Le 28 janvier 2023, le Comité Central de l'UJCE publie un communiqué annonçant la convocation d'un Congrès Extraordinaire pour aborder la stratégie et la reconstruction du Parti Communiste. Dans ce communiqué, ils font un bilan autocritique en annonçant que "Lors du XVème Congrès, des limitations ont été identifiées qui entravent notre activité politique actuelle. Ces limitations sont liées au manque d'une stratégie claire pour mener à bien le processus révolutionnaire et à la nécessité de reconstruire le Parti Communiste, ce qui est crucial pour le projet communiste actuel. La convocation n'est pas due à un manque d'acceptation des accords précédents, mais à la détection de leurs limites à travers une étude plus approfondie. Nous cherchons à aborder ces limites par l'autocritique et le dépassement, en reconnaissant la responsabilité de réarticuler entièrement le projet communiste. La critique et l'autocritique sont essentielles pour renforcer le travail politique et organisationnel et avancer vers l'épanouissement définitif du Parti Communiste."
Le communiqué se termine en appelant la nouvelle génération de jeunes communistes à accélérer la réarticulation du projet communiste et à relever le défi politique actuel, avec l'intention de progresser triomphalement contre le système capitaliste et de réaliser la vision communiste.
Le 4 juin 2023, l'UJCE publie une résolution dans laquelle ils annoncent une tentative d'intervention dans leur structure de la part de la direction du PCE, mentionnant que l'expulsion est due au fait que le projet de reconstruction du Parti Communiste représenté par la Jeunesse Communiste n'est pas compatible avec la structure bureaucratique du Parti Communiste d'Espagne, qui s'est éloigné du projet communiste au niveau international et s'est dissous dans des formes politiques et organisationnelles sociales-démocrates. Le PCE est accusé de ne pas offrir de proposition solide pour la reconstruction du Parti Communiste et de persécuter ceux qui défendent cette nécessité politique. Les critiques sont basées sur "l'expérience politique d'une nouvelle génération prolétaire qui ne souhaite pas consacrer sa vie à un militantisme impuissant."